# リチャード・チェリモ
リチャード・チェリモ （Richard Chelimo、1972年4月21日 - 2001年8月15日）は、ケニアの陸上競技選手である。10000mの元世界記録、世界ジュニア記録保持者である。1992年バルセロナオリンピックの10000mで、不公正な判定で金メダルが取れなかった選手としてよく知られている。リフトバレー州マラクウェット県出身。

## 経歴
チェリモは、ケニアのカレンジン族の出身である。彼の親戚には有名なアスリートが多く、3000m障害と5000mの元世界記録保持者であるモーゼス・キプタヌイはいとこであり、世界陸上競技選手権の5000mで2連覇を果たしたイスマイル・キルイは弟である。
チェリモが国際舞台ではじめて活躍したのは、1990年にフランスのエクス＝レ＝バンで開催された世界クロスカントリー選手権で銀メダルを獲得したのが最初である。しかし、この大会ではケニアはジュニアで10ものタイトルを獲得していることからチェリモが受けた注目は大きくはなかった。
しかしながら、チェリモの才能に注目があたるのにそう時間はかからなかった。翌年の1991年、ブルガリアのプロヴディフで開催された世界ジュニア陸上競技選手権では、彼は10000mで2位のキルイに約12秒もの差をつけ金メダルに輝いている。
チェリモは、1991年の東京で開催された世界選手権のケニア代表として選ばれ、同じケニアのモーゼス・タヌイのペースメーカーとしての役割を負っていた。彼は、タヌイの先導に成功し、タヌイは最大のライバルであるモロッコのハリド・スカーをラスト周回で引き離し金メダルを獲得した。

## バルセロナオリンピック
翌年、1992年バルセロナオリンピックで、チェリモはスカーと再び対戦した。残り3周で、両者は金メダルに向け競っていた。ところがここで思わぬことが起こる。周回遅れの同じモロッコのハムー・ブタイブが追いつかれたが、ブタイブはそのまま先頭集団に残り、スカーを有利にするため、チェリモの前を2回も追い抜くような行動に出たのである。このような行為は、周回遅れのランナーはほかのランナーを助ける行為をしてはならないと定めた協議規則に反しているのである。この行為に観衆は怒り、また審判もブタイブをつまみ出そうとするができずに終わった。
残り150mでスカーはスパートし、チェリモを引き離し1着でゴールインするが、その直後スカーの失格が発表され、チェリモが金メダルとなることで観衆は大喜びした。これに対し、モロッコ側は異議を申し立てる。異議は認められ判定は覆り、スカーの金メダルが復活した。表彰式では、スカーに金メダルが贈られると観衆から大ブーイングが起こり、チェリモの銀メダルにはスタンディングオベーションが贈られたのであった。

## その他
チェリモは10000mで、1991年に27分11秒18のジュニア世界新。1993年には、27分07秒91の世界新記録を達成する。しかし、その世界記録はわずか5日で、同じケニアのヨベス・オンディエキによって破られてしまった。一方で世界ジュニア記録の方は、2004年に、ウガンダのボニファス・キプロプによって破られるまで13年間保持し続けた。
1993年、世界選手権でも、彼は10000mに出場し、メジャー大会で初の金メダルを狙った。しかし、この大会では、エチオピアの新星ハイレ・ゲブレセラシェと、タヌイに敗れ銅メダルに終わった。

## その後
チェリモは1996年に引退した。いとこであるキプタヌイによると、彼は、頂点へ上り詰めるのに失敗し次第に落ち込んでいったとのことであった。彼は、昔の仕事である軍隊に戻り、過度の飲酒によって体重がかなり増えていたという（この状況はヘンリー・ロノによく似ている）。しかし、彼の友人であるタヌイと、ウィリアム・ムトゥールは、彼に練習をして体重を落とすようにと励ました。チェリモは彼のベスト体重に近いところまで落としていたという。
2001年に脳腫瘍のため死去。（29歳）